# Quintana del Pino
Quintana del Pino es una localidad situada en la provincia de Burgos, comunidad autónoma de Castilla y León (España), comarca de Páramos, ayuntamiento de Úrbel del Castillo.

## Datos generales
En 2006, contaba con 7 habitantes, situado 2,5 km al este de la capital del municipio, Úrbel, en la carretera N-627 y bañado por el río Úrbel junto a la localidad de La Nuez de Arriba.

## Situación administrativa
Entidad Local Menor cuyo alcalde pedáneo es Manuel Varas Martínez del Partido Popular.
- Cuencas Hidrográficas

Entre la comarca de Las Loras y de la Paramera de la Lora esta la divisoria de dos cuencas hidrográficas distintas, la del Duero, (río Urbel) y el (Odra) en el sector de Las Loras, y la del Ebro (río Rudrón) en el de la Paramera.

## Historia
Lugar que formaba parte de la Jurisdicción de Villadiego en el Partido de Villadiego, uno de los catorce que formaban la Intendencia de Burgos, durante el periodo comprendido entre 1785 y 1833, en el Censo de Floridablanca de 1787, jurisdicción de señorío siendo su titular el Duque de Frías, alcalde pedáneo.

## Parroquia de San Sebastián
Edificio construido en sillarejo, de nave única, ábside recto y espadaña a los pies.
La bóveda que cubre todo su interior es de cañón apuntado.
Como en la cercana iglesia de Montorio, sus muros exteriores presentan relieves reutilizados muy toscos y perdidos, que algunos han querido ver como prerrománicos, entre los que, únicamente, podremos distinguir dos escenas.
Una representa un momento de la caza en el que unos personajes hacen sonar un cuerno y van acompañados de un león y otros animales.
La otra, aún más perdida, nos muestra "El Buen Pastor".
Los canecillos de la cornisa aparecen esculpidos, pero en su mayoría están muy estropeados.
En 2017 una banda organizada robó la campana de la iglesia.